# GOD OF STARS -食聖-
『GOD OF STARS -食聖- 』（ゴッド オブ スターズ -しょくせい-）は宝塚歌劇団のミュージカル作品。作・演出は小柳奈穂子。

## 概要
上海の総合料理チェーン「大金星」グループの総師にして三ツ星天才料理人のホンとアイリーンが送るミュージカル・フルコース。
2019年7月12日から8月19日（新人公演は7月30日）に宝塚大劇場、同年9月6日から10月13日（新人公演は9月19日）に東京宝塚劇場にて、星組により上演。なお、本公演は紅ゆずる・綺咲愛里トップコンビ退団公演となる。
併演はスペース・レビュー・ファンタジア『Éclair Brillant』。

## スタッフ
- 作・演出：小柳菜穂子
- 作曲・編曲：青木朝子
- 作曲：ヒャダイン
- 音楽指揮：佐々田愛一郎
- 振付：御織ゆみ乃
- 振付：AYAKO
- 振付：梅棒（伊藤今人/楢木和也）
- 殺陣：清家三彦
- 装置：二村周作
- 衣装：有村淳
- 照明：勝柴次朗
- 音響：大坪正仁
- 小道具：西川昌希
- 歌唱指導：彩華千鶴
- 映像：奥秀太郎

## 主な配役

### 本公演
- ホン・シンシン：紅ゆずる
- アイリーン・チョウ：綺咲愛里
- リー・ロンロン：礼真琴
- 牛魔王：汝鳥伶
- エリック・ヤン：華形ひかる
- 鉄扇公主：万里柚美
- 老虎：美稀千種
- レン：如月蓮
- ヴィミー：白妙なつ
- ミッキー・チョウ：天寿光希
- エレノア・チョウ：音波みのり
- 小林寺管長：大輝真琴
- レオ：輝咲玲央
- ミシェル：紫月音寧
- キティ・ラウ：夢妃杏瑠
- マオ：麻央侑希
- 日光菩薩：漣レイラ
- 月光菩薩：ひろ香祐
- マダム・ヤン：紫りら
- ニコラス：瀬央ゆりあ
- ドラゴンボートの歌手：音咲いつき
- プロデューサー：紫藤りゅう
- ムッシュ・ロブシャン：朝水りょう
- シーク・ジャフーリ：桃堂純
- テリー・ロイ：彩葉玲央
- タン・ヤン：有沙瞳
- P-heaven：天華えま
- カジノの女：澪乃桜季
- チャウ・ヨンファ：夕渚りょう
- HOPE：天希ほまれ
- 道場十三郎：湊璃飛
- AI：小桜ほのか
- カメラマン：遥斗勇帆
- Cherry：桜庭舞
- シン：極美慎
- Seala：星蘭ひとみ
- クリスティーナ・チャン：舞空瞳
- Canon：天飛華音
- Yuri：水乃ゆり

### 新人公演
- ホン・シンシン：天飛華音
- アイリーン・チョウ：舞空瞳
- リー・ロンロン：朱紫令真
- 牛魔王：遥斗勇帆
- エリック・ヤン：夕陽真輝
- 鉄扇公主：七星美妃
- 老虎：天路そら
- レン：希沙薫
- ヴィミー：桜里まお
- ミッキー・チョウ：蒼舞咲歩
- エレノア・チョウ：桜庭舞
- 小林寺管長：隼玲央
- レオ：隼玲央
- ミシェル：蓮月りらん
- キティ・ラウ：二條華
- マオ：奏碧タケル
- 日光菩薩：煌えりせ
- 月光菩薩：颯香凜
- マダム・ヤン：きらり杏
- ニコラス：極美慎
- ドラゴンボートの歌手：都優奈
- プロデューサー：羽玲有華
- ムッシュ・ロブシャン：孔雅といろ
- シーク・ジャフーリ：草薙稀月
- テリー・ロイ：凛央捺はる
- タン・ヤン：小桜ほのか
- P-heaven：碧海さりお
- カジノの女：彩園ひな、麻倉しずく、紅咲梨乃
- チャウ・ヨンファ：鳳真斗愛
- HOPE：紘希柚葉
- 道場十三郎：咲城けい
- AI：星蘭ひとみ
- カメラマン：稀惺かずと
- Cherry：瑠璃花夏
- シン：碧音斗和
- Seala：星咲希
- クリスティーナ・チャン：水乃ゆり
- Canon：御剣海
- Yuri：麻丘乃愛